# Alfred Klahr

Alfred Klahr auf einer Briefmarke der Deutschen Post der DDR (1962)

Alfred Klahr (* 16. September 1904 in Wien, Österreich-Ungarn; † Juli 1944 in Warschau) war ein österreichischer Staatswissenschaftler, Kommunist und Journalist.

## Leben

### Studienzeit und journalistische Aktivitäten in der Zwischenkriegszeit
Klahrs Vater, Salomon Klahr, war Kantor der Israelitischen Kultusgemeinde Wien. Schon als Schüler wurde Klahr Mitglied der Vereinigung Sozialistischer Mittelschüler und trat später zum Kommunistischen Jugendverband über. Ab 1924 war er Mitglied der KPÖ und wurde schließlich Funktionär der Partei. Nach der 1923 abgelegten Matura nahm er an der Universität Wien ein Chemiestudium auf, das er aber aus wirtschaftlichen Gründen bald wieder aufgeben musste. Ab dem Wintersemester 1924/25 absolvierte er in Wien ein Studium der Staatswissenschaften und wurde dort 1928 zum Doktor der Staatswissenschaften promoviert. Anschließend begann er in Berlin beim KPD-Zentralorgan Die Rote Fahne als Journalist zu arbeiten, zunächst als Volontär. Er war in Deutschland Mitglied der KPD. Im Juli 1929 ging er nach Moskau, wo er in der Kommunistischen Jugendinternationale und der Komintern mitarbeitete. Im Frühjahr 1932 kehrte er nach Wien zurück, nahm seine dortige Parteitätigkeit wieder auf und wurde schließlich für die Rote Fahne tätig. Zum Zeitpunkt des Verbots der Zeitung im Sommer 1933 während der Zeit des Austrofaschismus war Klahr stellvertretender Chefredakteur.
Nach dem Februaraufstand 1934 wurde Klahr aufgrund seiner politischen Gesinnung zeitweise inhaftiert. Anschließend emigrierte er über einen kürzeren Zwischenaufenthalt in Prag nach Moskau, wo er bis Ende 1937 als Lektor im österreichischen Sektor der Internationalen Lenin-Schule tätig war.

### Tätigkeit im antifaschistischen Widerstand, KZ-Haft und Ermordung

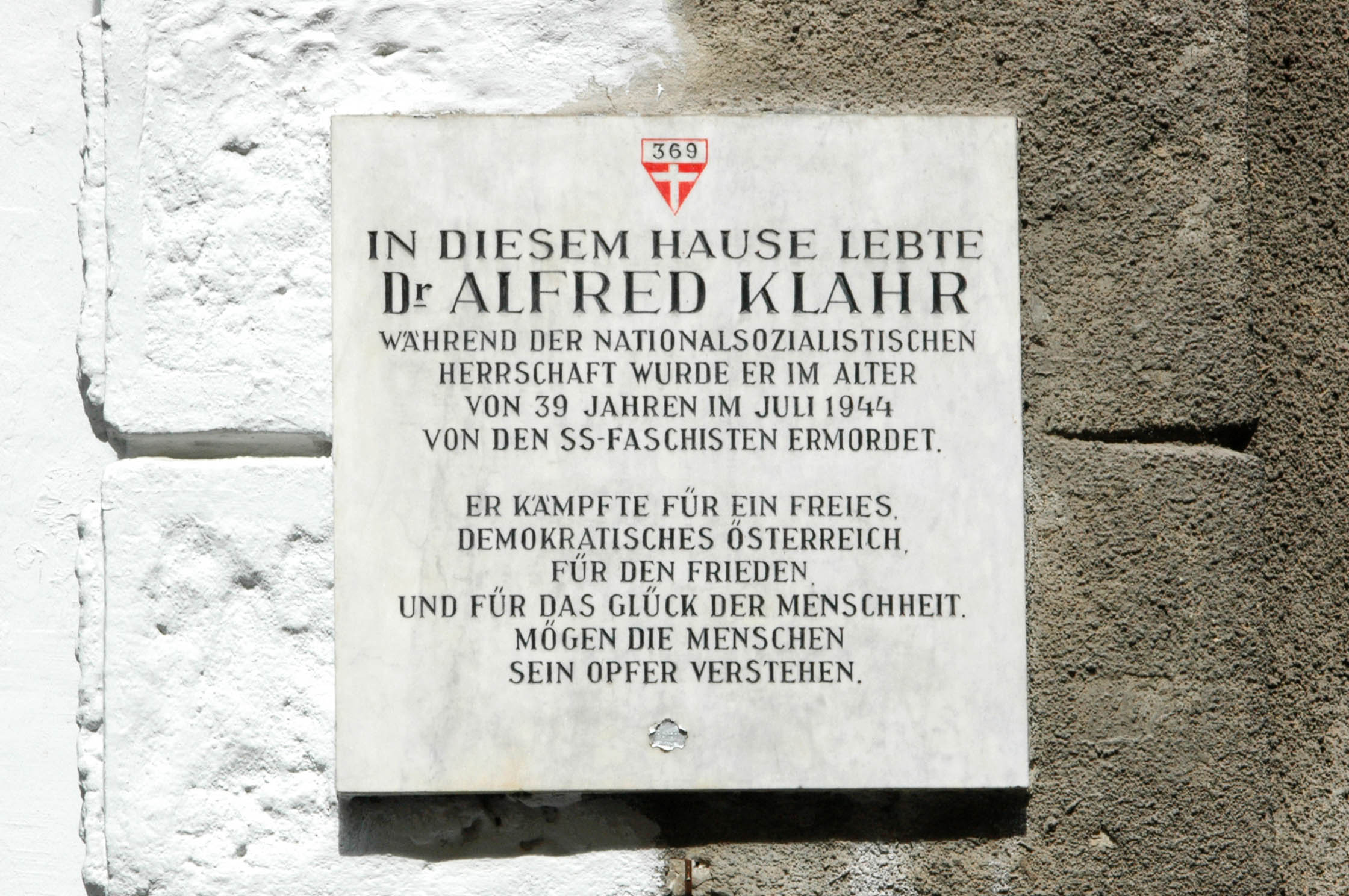
Gedenktafel für Alfred Klahr an seinem Wohnhaus Novaragasse 17, Wien

Anfang 1938 kehrte Klahr nach Prag zurück, um als Redakteur der kommunistischen Zeitschrift Weg und Ziel zu arbeiten; seine Frau Rosa (1910–1978) blieb in der Sowjetunion. Nach der Annexion Tschechiens durch das nationalsozialistische Deutsche Reich musste er jedoch erneut fliehen. In der Folge arbeitete Klahr, ständig auf der Flucht, in mehreren europäischen Ländern im antifaschistischen Widerstand der österreichischen kommunistischen Emigrantengruppe. Nach der deutschen Besetzung Belgiens wurde er mit weiteren Mitstreitern im Mai 1940 festgenommen und im französischen Lager Saint-Cyprien festgesetzt. Im August 1940 gelang ihm mit weiteren Häftlingen die Flucht und er setzte seine Widerstandstätigkeit fort. Schließlich wurde Klahr 1941 von der Zürcher Kantonspolizei festgenommen und an das französische Vichy-Regime ausgeliefert. Im August 1942 wurde er aus dem Internierungslager Le Vernet ins KZ Auschwitz abtransportiert und erhielt dort die Häftlingsnummer 58.933. Zunächst musste er im Außenlager Jawischowitz Zwangsarbeit verrichten; 1943 wurde er durch die Hilfe von Angehörigen der Kampfgruppe Auschwitz in das Stammlager des KZ Auschwitz überstellt. Am 15. Juni 1944 gelang ihm gemeinsam mit einem polnischen Häftling mit Unterstützung der Kampfgruppe Auschwitz die Flucht aus dem Lager. Er hatte den Auftrag, eine Verbindung zwischen der örtlichen Leitung der Polska Partia Robotnicza und dem Lagerwiderstand herzustellen und die Rote Armee zu kontaktieren. Klahr konnte sich bis nach Warschau durchschlagen. Dort wurde er von einer SS-Streife aufgegriffen und erschossen.

## Alfred Klahr und die österreichische Nation

### Theorie
Im März und April 1937 erschien in der theoretischen Zeitschrift der KPÖ Weg und Ziel die Artikelserie Zur nationalen Frage in Österreich. In dieser setzt sich Klahr unter dem Pseudonym „Rudolf“ mit der Frage auseinander, ob Österreich Teil der deutschen Nation sei oder eine eigenständige nationale Identität besitze, und kommt zu dem Ergebnis:
„Die Auffassung, dass das österreichische Volk ein Teil der deutschen Nation ist, ist theoretisch unbegründet. Eine Einheit der deutschen Nation, in der auch die Österreicher miteinbezogen sind, hat es bisher nie gegeben und gibt es auch heute nicht. Das österreichische Volk hat unter anderen wirtschaftlichen und politischen Lebensbedingungen gelebt als die übrigen Deutschen im Reich und daher eine andere nationale Entwicklung genommen. Wie weit bei ihm der Prozeß der Herausbildung zu einer besonderen Nation fortgeschritten ist bzw. wie eng noch die nationalen Bindungen aus der gemeinsamen Abstammung und gemeinsamen Sprache sind, kann nur eine konkrete Untersuchung seiner Geschichte ergeben.“

### Historische Bedeutung
Klahrs Arbeit zur österreichischen Nation steht im Kontext einer umfassenden Theoriedebatte zur sogenannten „Nationalen Frage“, die innerhalb der sozialistischen Arbeiterbewegung bereits Mitte des 19. Jahrhunderts in den Werken von Karl Marx und Friedrich Engels einen ersten Niederschlag gefunden hatte. Um die Jahrhundertwende hatten die wachsenden nationalen Spannungen, vor allem innerhalb der multiethnisch verfassten Kaiserreiche Österreich-Ungarn und Russland, die Diskussion unter Sozialisten und Kommunisten weiter intensiviert. Otto Bauer (Die Nationalitätenfrage, 1907), Rosa Luxemburg (Nationale Frage und Autonomie, 1909), Josef Strasser (Der Arbeiter und die Nation, 1912), Stalin (Marxismus und Nationale Frage, 1913) und Lenin (Über das Selbstbestimmungsrecht der Nationen, 1914) lieferten dabei nachhaltig wirksame Beiträge.
Alfred Klahr gilt als erster politischer Denker, der Österreich vor dem Hintergrund der Deutschen Frage als unabhängige Nation konzipierte. Die deutsch-österreichische Sozialdemokratie hatte nach dem Ersten Weltkrieg noch auf einen Anschluss an eine gesamtdeutsche (sozialistische) Republik hingearbeitet. Klahr nutzte 1937, vor dem Hintergrund der nationalsozialistischen Expansions- und Vernichtungspolitik, die theoretischen Ansätze Lenins und Stalins, um mit Verweis auf wirtschafts- und mentalitätsgeschichtliche Differenzen erstmals die Unterschiede zwischen einer deutschen und einer österreichischen Nation aufzuzeigen. Jahre später deckten sich Klahrs Schlussfolgerungen mit den alliierten Nachkriegsplänen, die im Oktober 1943 in der Moskauer Deklaration beschlossen wurden und unter anderem die Wiederherstellung eines unabhängigen Österreich vorsahen. Der österreichische Schriftsteller Robert Menasse bemerkte 1993 hierzu:

„Allerdings gab es nach ’45 in Österreich keine Mehrheit, die der Idee einer österreichischen Nation zustimmte. Und es gab auch kein historisch gewachsenes, dann aber verschüttetes Nationalgefühl, das man nun wieder aktivieren hätte können. Das einzige, das es gab, waren die theoretischen Vorarbeiten österreichischer Kommunisten, die, aus welchen politisch-strategischen Gründen auch immer und wie verquer auch immer, die ersten sind, die die Existenz einer österreichischen Nation wissenschaftlich zu begründen versucht hatten, wie, um nur ein Beispiel zu nennen, Alfred Klahr. Diese Ideen wurden außen- und innenpolitisch konsequent umgesetzt und führten, wie wir wissen, tatsächlich zur Unabhängigkeit Österreichs, zu einem österreichischen Nationalgefühl und zu einer internationalen Anerkennung Österreichs als eigenständiger Nation.“

## Rezeption: Ehrenzeichen der Republik Österreich und Alfred-Klahr-Gesellschaft
Von staatlicher Seite erfuhr Alfred Klahr im Jahr 1979 eine erste Anerkennung, indem ihm posthum das Ehrenzeichen für Verdienste um die Befreiung Österreichs verliehen wurde. Eine von namhaften Historikern unterstützte Initiative zur Ausgabe einer österreichischen Gedenkbriefmarke im Jahr 2003 wurde von der Österreichischen Post nicht berücksichtigt.
Aus dem kulturellen Umfeld der KPÖ und auf Initiative von Franz Muhri wurde 1993 die Alfred Klahr Gesellschaft mit Sitz in Wien gegründet. Sie verwaltet und sichert Archiv und Bibliothek der KPÖ als nationales Kulturgut und betätigt sich mit eigenen Publikationen und Veranstaltungen an der Erforschung der Geschichte der Arbeiterbewegung. Zu den Gründungsmitgliedern zählen u. a. die Historiker Hans Hautmann und Gerhard Oberkofler sowie Winfried Garscha und Willi Weinert. Einer der bekanntesten Unterstützer der Alfred-Klahr-Gesellschaft war der österreichische Bildhauer Alfred Hrdlicka.

## Schriften (Auswahl)
- Rudolf (Pseudonym): Zur nationalen Frage in Österreich, in: Weg und Ziel. Blätter für Theorie und Praxis der Arbeiterbewegung, 2. Jg., Nr. 3, März [1937], S. 126–133.
- Rudolf (Pseudonym): Zur nationalen Frage in Österreich, in: Weg und Ziel, 2. Jg., Nr. 4, April 1937, S. 173–181.
- Alfred Klahr: Gegen den deutschen Chauvinismus! (eine Debatte mit Bruno Baum, gegen dessen Chauvinismus Klahr sich wandte) Auschwitz 1944, wieder Benario-Baum, Berlin 1997, ISBN 3-932636-13-9.
- Alfred Klahr: Zur österreichischen Nation. Mit einem Beitrag von Günther Grabner zur Biografie von Alfred Klahr, hrsg. von der KPÖ, Globus-Verlag, Wien 1994.